# Nunukan
Nunukan, en indonésien Pulau Nunukan, est une île frontalière d'Indonésie située dans le détroit de Makassar. Administrativement, elle appartient au kabupaten homonyme dans la province de Kalimantan du Nord.